# Dipsacaster antillensis
Dipsacaster antillensis är en sjöstjärneart som beskrevs av Halpern 1968. Dipsacaster antillensis ingår i släktet Dipsacaster och familjen kamsjöstjärnor. Inga underarter finns listade i Catalogue of Life.